# Les Monges (Premià de Dalt)
Les Monges és una obra de Premià de Dalt (Maresme) protegida com a bé cultural d'interès local.

## Descripció
Edifici civil, casa adaptada al fort desnivell del terreny. Consta d'una planta baixa i dos pisos i està coberta per teulada a doble vessant amb el carener perpendicular a la façana. Presenta un cos adossat al mur lateral dret, una portalada a la part inferior i una galeria amb dos arcs de mig punt ocupant l'angle, avui tapiats. En tot el conjunt destaquen les obertures realitzades amb carreus de pedra, igual que els angles de l'edifici. Són interessants també els balcons amb les baranes de ferro i una reixa situada en el mur lateral esquerra, amb les barres horitzontals que travessen les barres verticals. Tota la façana principal presenta uns esgrafiats barrocs que representen carreus decorats.
Hi ha una llegenda gravada sobre la llinda de l'entrada principal. La llegenda de la llinda data la reedificació de la casa a la primera meitat del segle xviii.
És interessant constatar que els esgrafiats de la façana són idèntics als que apareixen a Can Werboom.